# Фитосанитария
Фитосанитария (фр: phyto + sanitaire = «santé des plantes») — применение на практике научно-обоснованных мероприятий, направленных на защиту от рисков, возникающих в связи с проникновением, закреплением или распространением вредных для растений и продукции растительного происхождения организмов, и на оздоровление окружающей среды.

## История термина
Слово фитосанитария получило распространение в русском языке с конца 1970-х годов как синоним понятия «защита и карантин растений». С 1990-х годов слово «фитосанитарный» появляется в нормативно-правовых документах министерств России и других стран СНГ, что было связано с подготовкой вступления этих стран в международные организации (ВТО, ФАО, МКЗР, ЕОЗР).

## Фитосанитарная терминология[1]
- фитосанитарная обстановка: Состояние земель, лесов и растительности, определяемое численностью вредителей растений, распространением болезней растений и наличием сорных растений.
- фитосанитарное благополучие: Состояние защищенности среды обитания человека, животных и растений, при котором отсутствуют карантинные вредные организмы, а численность некарантинных вредных организмов находится ниже пороговой плотности или порогового развития.
- фитосанитарное благополучие территории: Состояние территории, при котором обеспечивается устойчивое функционирование растениеводства сельского и лесного хозяйства, не допускающее массовых размножений и распространения вредных организмов и позволяющее получать экологически малоопасную и качественную продукцию растительного происхождения.
- фитосанитарные правила и нормы: Нормативные правовые акты, устанавливающие фитосанитарные требования, несоблюдение которых создает угрозу нарушения фитосанитарной безопасности, предотвращающие или уменьшающие воздействие на человека, животных и растения вредных факторов до значений, не превышающих допустимые нормы.
- фитосанитарные требования: Обязательные для исполнения фитосанитарные правила, зафиксированные в нормативных правовых документах.
- фитосанитарная безопасность: Состояние защищенности территории от рисков, возникающих при проникновении, распространении и массовом размножении или развитии вредных организмов.
- фитосанитарное состояние: Состояние экосистем, их компонентов, продукции или партии продукции растительного происхождения на определенной территории в конкретно указанное время по составу и уровню развития вредных организмов.
- фитосанитарная технология: Упорядоченная система фитосанитарных мероприятий, направленных на предотвращение размножения и распространения опасных вредных организмов. Фитосанитарная технология включает подготовку посевного и посадочного материала, использование устойчивых сортов, соблюдение севооборотов, системы обработки почвы, фитосанитарный мониторинг, применение препаратов и технических средств защиты растений.
- фитосанитарные мероприятия: Отдельные организационные, административные, специальные, инженерно-технические и иные мероприятия, направленные на устранение или уменьшение вредного воздействия на растения факторов среды, предотвращение размножения или распространения, на локализацию и ликвидацию очагов карантинных объектов, особо опасных вредителей растений, возбудителей болезней растений и сорных растений.
- чрезвычайная фитосанитарная ситуация: Фитосанитарная ситуация, сложившаяся на определенной территории в результате массового размножения или распространения особо опасных вредных организмов, которая может вызвать или вызвала ущерб здоровью людей, окружающей природной среде, значительные потери урожая основных сельскохозяйственных культур и ценных пород древесины, а также готовой продукции растительного происхождения.
- фитосанитарный мониторинг: Система наблюдений за состоянием защищенности экосистем, их компонентов или продукции растительного происхождения от вредных организмов, наблюдений за вредными организмами и влияющими на них факторами окружающей среды, проводимых в постоянном режиме для анализа, оценки и прогноза фитосанитарной обстановки на определенной территории, а также для определения причинно-следственных связей между состоянием растений и воздействием факторов среды обитания.
- фитосанитарная диагностика: Определение видового состава, развития, распространения и активности вредных организмов, их патогенов и энтомофагов в конкретный отрезок времени или в данном месте.